# Воспаление
Воспале́ние (лат. inflammatio) — это комплексный, местный и общий защитно-приспособительный процесс, возникающий в ответ на повреждение (alteratio) или действие патогенного раздражителя и проявляющийся в реакциях, направленных на устранение продуктов, а если возможно, то и агентов повреждения (exudatio и др.), и приводящий к максимальному восстановлению в зоне повреждения (proliferatio).
Воспаление свойственно человеку и животным, в том числе низшим животным и одноклеточным организмам в упрощённом виде. Механизм воспаления является общим для всех организмов, независимо от локализации, вида раздражителя и индивидуальных особенностей организма.

## История
Уже в древние времена внешние признаки воспаления описал римский философ и врач Авл Корнелий Цельс (ок. 25 до н. э. — ок. 50 н. э.):
1. лат. rubor — краснота (местное покраснение кожных покровов или слизистой).
2. tumor — опухоль (отёк).
3. calor — жар (повышение местной температуры).
4. dolor — боль.
5. functio laesa — нарушение функции.

В конце XIX столетия И. И. Мечников считал, что воспаление — это приспособительная и выработанная в ходе эволюции реакция организма и одним из важнейших её проявлений служит фагоцитоз микрофагами и макрофагами патогенных агентов и обеспечение таким образом выздоровления организма. Но репаративная функция воспаления была для И. И. Мечникова сокрыта. Подчёркивая защитный характер воспаления, он в то же время полагал, что целительная сила природы, которую и представляет собой воспалительная реакция, не есть ещё приспособление, достигшее совершенства. По мнению И. И. Мечникова, доказательством этого являются частые болезни, сопровождающиеся воспалением, и случаи смерти от них.
Большой вклад в изучение воспаления внесли Джон Хантер (1728—1794), Франсуа Бруссе (1772—1838), Фридрих Густав Якоб Генле (1809—1885), Симон Самуэль (1833—1899), Юлиус Фридрих Конхайм (1839—1884), Алексей Сергеевич Шкляревский, (1839—1906), Рудольф Вирхов (1821—1902), Пауль Эрлих (1854—1915), Илья Ильич Мечников (1845—1916).

## Этиология
Патогенные раздражители (повреждающие факторы) по своей природе могут быть:
- Физическими — травма (механическое повреждение целостности ткани), отморожение, термический ожог.
- Химическими — щёлочи, кислоты (соляная кислота желудка), эфирные масла, раздражающие и токсические вещества (алкоголь (спирты) и некоторые лекарственные препараты[3], см. Токсические гепатиты).
- Биологическими — возбудители инфекционных заболеваний: животные паразиты, бактерии, вирусы, продукты их жизнедеятельности (экзо- и эндотоксины). Многие возбудители вызывают специфические воспаления, характерные только для определённого вида инфекции (туберкулёз, лепра, сифилис). К биологическим повреждающим факторам также относят иммунные комплексы, состоящие из антигена, антитела и комплемента, вызывающие иммунное воспаление (аллергия, аутоиммунный тиреоидит, ревматоидный артрит, системный васкулит). При аллергии не указан следующий механизм неинфекционного воспалительного ответа. Не берётся во внимание, что любая аллергическая реакция приводит к повреждению тканей. Что при определённых условиях, когда происходит сенсибилизация организма больного (выработка иммуноглобулина Е) и прикрепление его на внутренней поверхности кровеносных сосудов будущих органов-мишеней, которые повреждаются аллергическими реакциями немедленного типа в результате выхода «медиаторов воспаления». (Аллергология и иммунология: национальное руководство под ред. Р. М. Хаитова, Н. И. Ильиной. — М. ГЭОТАР-МЕДИА, 2009. 656 с. — ISBN 978-5-9704-0903-9).

## Клиника и патогенез
Клинические симптомы воспаления:
1. Покраснение (гиперемия).
2. Местное повышение температуры (гипертермия).
3. Припухлость (ацидоз способствует диссоциации солей и распаду белков, что приводит к повышению осмотического и онкотического давления в повреждённых тканях, приводящему к отёкам).
4. Боль.
5. Нарушение функции.

Процесс воспаления делят на три основных стадии:
- Альтерация — повреждение клеток и тканей.
- Экссудация — выход жидкости и клеток крови из сосудов в ткани и органы.
- Пролиферация (или продуктивная стадия) — размножение клеток и разрастание ткани, в результате чего и происходит восстановление целостности ткани (репарация).

### Альтерация
Альтерация (позднелат. alteratio, изменение) — стадия начала воспаления. Патогенный раздражитель, воздействуя на ткани организма, вызывает первичную альтерацию — повреждение и последующий некроз клеток. Из лизосом погибших клеток (в том числе гранулоцитов) высвобождаются многочисленные ферменты (влияющие на белки и пептиды, липиды, углеводы, нуклеиновые кислоты), которые изменяют структуру и нарушают нормальный обмен веществ окружающей очаг воспаления соединительной ткани и сосудов (вторичная альтерация).
В зоне первичной альтерации интенсивность метаболизма снижена, так как функции клеток нарушены, а в зоне вторичной альтерации повышена, в основном за счёт обмена углеводов (в том числе гликолиза полисахаридов). Повышается потребление кислорода и выделение углекислоты, однако потребление кислорода превышает выделение углекислоты, так как окисление не всегда проходит до окончательного образования углекислого газа (нарушение цикла Кребса). Это приводит к накоплению в зоне воспаления недоокисленных продуктов обмена, имеющих кислую реакцию: молочной, пировиноградной, L-кетоглутаровой и др. кислот. Нормальный уровень кислотности ткани с pH 7,32—7,45 может повышаться до уровня 6,5—5,39 (при остром гнойном воспалении), возникает ацидоз.
На месте повреждения расширяются сосуды, вследствие чего увеличивается кровоснабжение, происходит замедление кровотока и как следствие — покраснение, местное повышение температуры, затем увеличение проницаемости стенки капилляров ведёт к выходу лейкоцитов, макрофагов и жидкой части крови (плазмы) в место повреждения — отёк, который в свою очередь, сдавливая нервные окончания, вызывает боль и всё вместе — нарушение функции. Воспаление регулируют медиаторы воспаления — гистамин, серотонин, непосредственное участие принимают цитокины — брадикинин, калликреин (см. Кинин-калликреиновая система), IL-1 и TNF, система свёртывания крови — фибрин, фактор Хагемана, система комплемента, клетки крови — лейкоциты, лимфоциты (Т и В) и макрофаги. В повреждённой ткани усиливаются процессы образования свободных радикалов.

## Механизмы возникновения воспаления

### Митохондриально-зависимый механизм
Из-за повреждения клеток при травме митохондриальные белки и мтДНК попадают в кровоток. Далее эти митохондриальные молекулярные фрагменты (DAMPs) распознаются Толл-подобными (TLRs) и NLR-рецепторами. Основным NLR-рецептором, участвующим в процессе, является рецептор NLRP3. В нормальном состоянии белки NLRP3 и ASC (цитозольный адаптерный белок) связаны с ЭПР, при этом белок NLRP3 находится комплексе с белком TXNIP. Активация рецепторов приводит к их перемещению в перинуклеарное пространство, где под действием активных форм кислорода, вырабатываемых повреждёнными митохондриями, белок NLRP3 высвобождается из комплекса. Он вызывает олигомеризацию белка NLRP3 и связывание ASC и прокаспазы-1, образуя формирование белкового комплекса, называемого NLRP3-инфламмасомой. Инфламмасома вызывает созревание провоспалительных цитокинов, таких как IL-18 и IL-1beta, и активирует каспазу-1. (3) Провоспалительные цитокины также могут запускать NF-kB пути воспаления, повышая длительность и уровень воспаления. Также для активации NLRP3-инфламмасомы необходима пониженная внутриклеточная концентрация K+, что обеспечивается калиевыми каналами митохондрий.

## Классификация
По продолжительности:
- Острое воспаление — длится от 2 месяцев.
- Подострое — длится до 6 месяцев.
- Хроническое[англ.] — длится от нескольких месяцев до пожизненного с моментами ремиссии и обострения.

По выраженности реакции организма:
- Нормоэргическое воспаление — адекватная реакция организма, соответствующая характеру и силе воздействия патогенного раздражителя.
- Гиперэргическое — значительно повышенная реакция.
- Гипоэргическое (от гипоэргия[4]) и аноэргическое — слабая или отсутствующая реакция (у пожилых людей (старше 60), при недостаточном питании и авитаминозе[7], у ослабленных и истощённых людей).

По локализации:
- Местное воспаление — распространяется на ограниченный участок ткани или какой-либо орган.
- Системное — распространяется на какую-либо систему организма (систему соединительной ткани (ревматизм), сосудистую систему (системный васкулит)[7]).

### Формы воспаления
- Альтеративное воспаление (в настоящее время отвергается)
- Экссудативное воспаление
  - Серозное
  - Фибринозное
    - Дифтеритическое
    - Крупозное

  - Гнойное
  - Гнилостное
  - Геморрагическое
  - Катаральное — с обильным выделением слизи или мокроты.
  - Смешанное
- Пролиферативное воспаление
  - Гранулёматозное воспаление
  - Межуточное (интерстициальное) воспаление
  - Воспаление с образованием полипов и остроконечных кондилом
  - Воспаление вокруг животных-паразитов и инородных тел (холангит, урертрит, киста)
- Специфическое воспаление — развивается при таких заболеваниях, как туберкулёз, сифилис, лепра, сап, склерома[8].

## Диагностика
Клинический анализ крови: увеличивается скорость оседания эритроцитов (СОЭ), лейкоцитоз, изменяется лейкоцитарная формула.
Биохимический анализ крови: при остром воспалении повышается количество C-реактивного белка (белок острой фазы), α- и β-глобулинов, при хроническом воспалении — γ-глобулинов; снижается содержание альбуминов.

## Терминология
Термины воспалений чаще всего являются латинскими существительными третьего склонения греческого происхождения, состоящими из корневого терминоэлемента, обозначающего название органа, и суффикса -ītis (-ит). Примеры: gaster (греч. желудок) + -ītis = gastrītis (гастрит — воспаление слизистой желудка); nephros (греч. почка) + -ītis = nephrītis (нефрит).
Исключения составляют устоявшиеся старые названия воспалительных заболеваний: пневмония (греч. pneumon, лёгкое), ангина — воспаление миндалин, панариций — воспаление ногтевого ложа пальца и др.
Так как воспаление — это естественная реакция здоровой ткани на повреждение, его не совсем уместно называть «патологическим» процессом. Термин «патологический» будет оправдано применять только к отклонениям от нормального протекания реакции защиты, которые не приводят к нужному конечному результату.

## Видео
- «Воспаление» — Центрнаучфильм (Объединение учебных фильмов), 1980 г.